# International Jean Sibelius Violin Competition

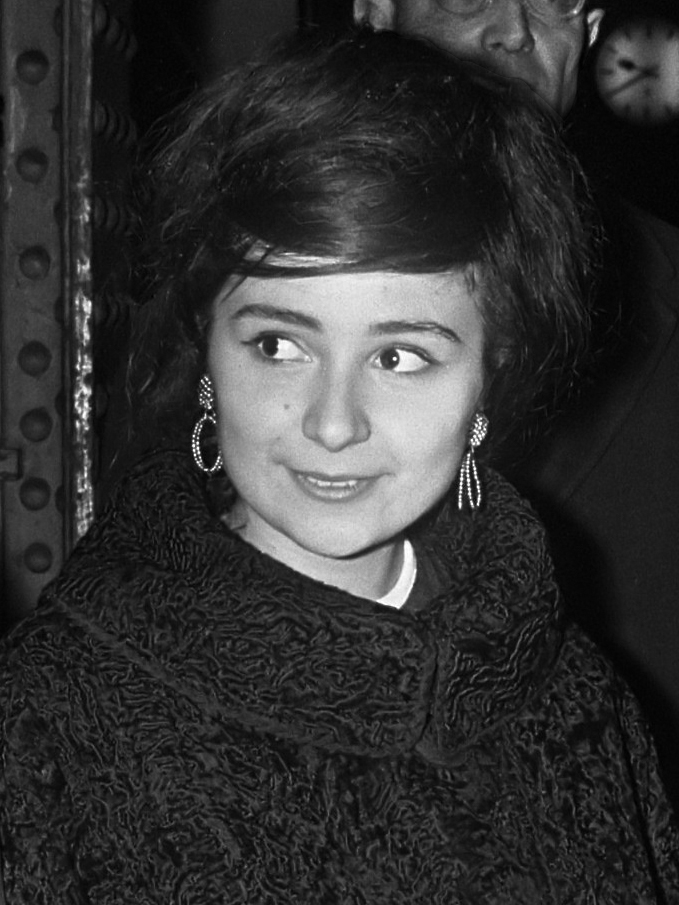
Preisträgerin bei der 2. International Jean Sibelius Violin Competition 1970: Liana Isakadze (Aufnahme 1967)

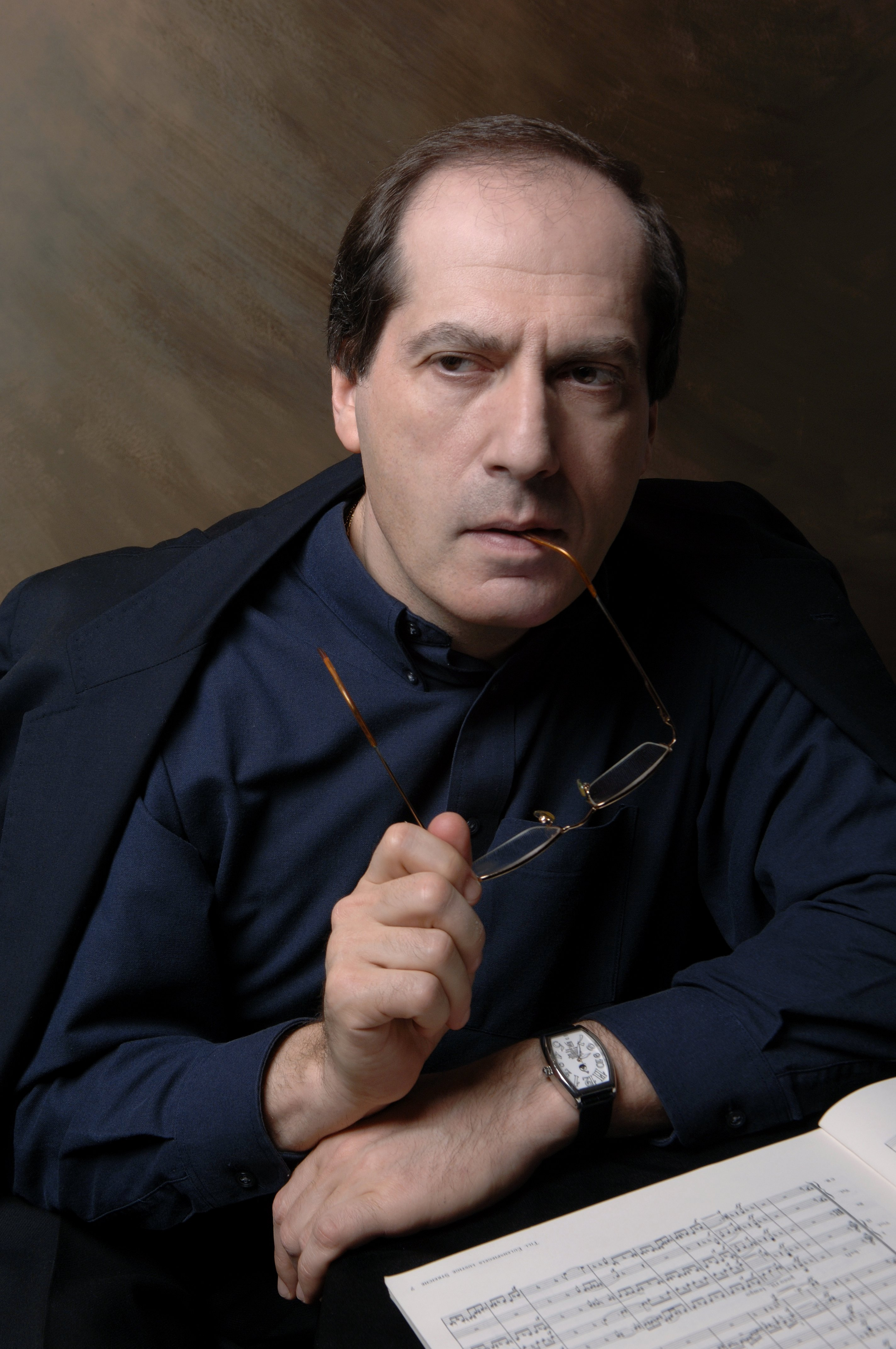
Preisträger bei der 2. International Jean Sibelius Violin Competion 1970: Pavel Kogan (Aufnahme 2008)

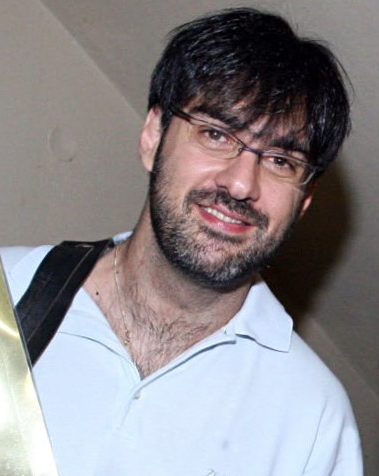
Preisträger bei der 5. International Jean Sibelius Violin Competition 1985: Leonidas Kavakos (Aufnahme 2008)

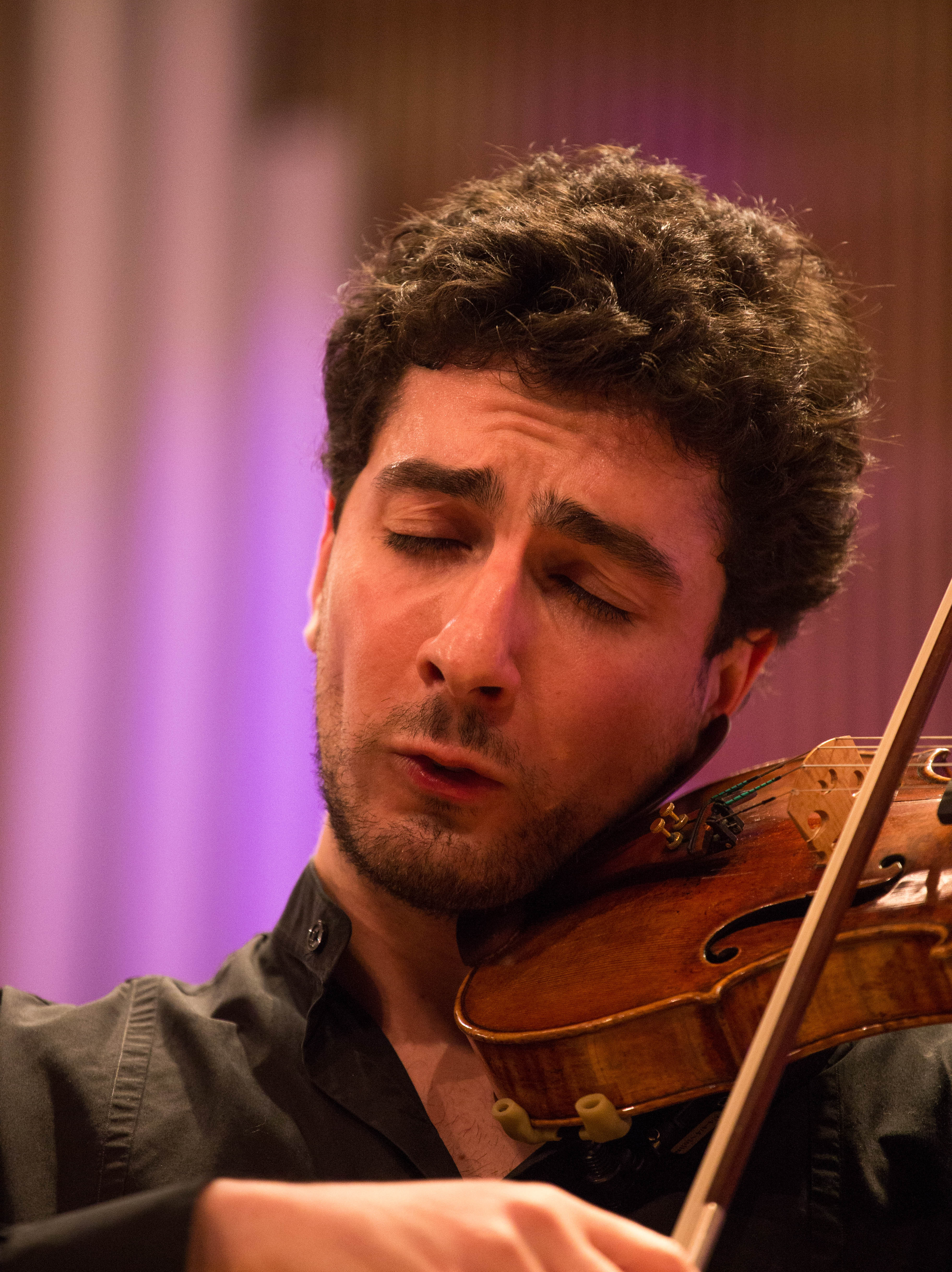
Preisträger bei der 8. International Jean Sibelius Violin Competion 2000: Sergey Khachatryan (Aufnahme 2016)

Die International Jean Sibelius Violin Competition (finnisch: Kansainvälinen Jean Sibelius -viulukilpailu), benannt nach dem finnischen Komponisten Jean Sibelius, ist ein internationaler Wettbewerb für junge Violinisten, der alle fünf Jahre in Helsinki stattfindet.

## Geschichte
Die Sibelius Society of Finland hat den Wettbewerb im Jahr 1965, acht Jahre nach dem Tod von Jean Sibelius und anlässlich des 100. Geburtstages des Komponisten ins Leben gerufen. Im Mittelpunkt des ersten und der folgenden Wettbewerbe steht dabei das Violinkonzert in d-Moll op. 47 von Sibelius, das von allen Finalisten des Wettbewerbes zu interpretieren ist.
Von Anfang an wirkten eine große Anzahl von angesehenen Musikern im Ehrenkomitee des Musikwettbewerbes mit, darunter Sir John Barbirolli, Herbert von Karajan, Yehudi Menuhin, David Oistrach, Eugene Ormandy, Igor Strawinsky und Henryk Szeryng. Die Leitung des Komitees hatte Aino Sibelius, die Ehefrau des Komponisten.
Seit seiner Initiierung 1965 wird der renommierte Wettbewerb alle fünf Jahre (-00 und -05) von der Sibelius Society of Finland und der Sibelius Academy ausgerichtet.
Der Wettbewerb hatte immer hochrangige Teilnehmer und Gewinner wie Oleg Kagan, Viktoria Mullova und Leonidas Kavakos, die international anerkannte Geigen-Solisten wurden.
Die 11. International Jean Sibelius Violin Competition, die vom 22. November bis 3. Dezember 2015 stattfand, wurde an neuen Veranstaltungsorten ausgetragen. Die erste und zweite Runde wurde in der Konzerthalle des Musikkonservatoriums von Helsinki in Ruoholahti veranstaltet. Die dreitägige Finalrunde fand im Helsinki Music Center statt. Der Wettbewerb gehörte 2015 zu den Jubiläumsveranstaltungen zum 150. Geburtstag von Jean Sibelius.
Die International Jean Sibelius Violin Competition ist seit 1969 Mitglied der World Federation of International Music Competitions.

## Ziel und Ablauf

### Ziel
Ziel des Wettbewerbes ist es neue Talente des Geigenspiels zu entdecken und junge Künstler in ihrer Karriere zu fördern.

### Teilnahme
Am Wettbewerb teilnehmen können junge Geiger aus der ganzen Welt, die ihren 30. Geburtstag noch nicht erreicht haben. Um in den Wettbewerb aufgenommen zu werden, müssen die Kandidaten neben einer offiziellen Bewerbung ein Aufführungsbeispiel an den Wettbewerbsausschuss zur Vorauswahl der Teilnehmer senden.
Die Zahl der Bewerber hat im Laufe der Wettbewerbe ständig zugenommen und 2015, bei der 11. International Jean Sibelius Violin Competition, mit 234 Bewerbern aus 29 Ländern einen neuen Höchststand erreicht. Davon wurden 45 Bewerber aus 13 Ländern für die Teilnahme am Wettbewerb in Helsinki ausgewählt, und zwar
- aus Deutschland: Wonhee Bae, Sarah Christian, Marina Grauman, Mayumi Kanagawa, Christel Lee, Yasuka Morizono, Fedor Rudin, Friederike Starkloff, Diana Tishchenko, Laura Zarina
- aus Finnland: Sara Etelävuori, Pekko Pulakka, Kasmir Uusitupa, Juho Valtonen
- aus Frankreich: Anna Göckel, Yoo Na Ha, Eva Zavaro
- aus Japan: Seiji Okamoto, Taejun Park, Ryosuke Suho, Minami Yoshida
- aus Kanada: Esther Hwang, Kerson Leong
- aus Österreich: Mai Suzuki, Emmanuel Tjeknavorian, Jungyoon Yang
- aus Polen: Stepan Lavrov
- aus Russland: Tikhon Lukiyanenko, Anna Savkina, Lev Solodovnikov, Elena Tarosyan
- aus der Schweiz: Rustem Monasypov
- aus Südkorea: Jeein Kim
- aus Taiwan: Richard Lin
- aus dem Vereinigten Königreich: Naoka Aoki, Katerina Nazarova
- aus den Vereinigten Staaten: Hannah Soojin Cho, Bomsori Kim, Da Kyung Kwak, Zeyu Victor Li, Kyung Ji Min, Elly Suh, Stephen Tavani, Xiao Wang, Nancy Zhou[7]

### Ablauf
Der Wettbewerb hat drei Runden. Nach jeder Runde wird von der Jury eine Anzahl von Wettbewerbern ausgewählt, die in die nächste Runde kommen und nach der Endrunde werden die Finalisten gewertet. In der abschließenden Rangliste wird die Leistung in jeder Runde als Ganzes betrachtet.
Das Programm der ersten Runde besteht typischerweise aus Werken von Johann Sebastian Bach, einer Sonate von Wolfgang Amadeus Mozart und Niccolò Paganinis Capriccios, um Gewandtheit, Stilverständnis und technische Fähigkeiten der Teilnehmer zu bewerten. Bei der 11. International Jean Sibelius Violin Competition mussten Werke von Béla Bartók, Johann Sebastian Bach, Wolfgang Amadeus Mozart und Jean Sibelius interpretiert werden.
Die zweite Runde bzw. das Halbfinale besteht typischerweise aus einer Sonate für Violine und Klavier, einigen Werken von Sibelius, einem zeitgenössischen finnischen und einem virtuosen Musikstück.
Beim 11. Wettbewerb 2015 konnten die Teilnehmer
- aus Sonaten für Violine und Klavier von Béla Bartók (Nr. 1, 2), Ludwig van Beethoven (Nr. 1–6), Johannes Brahms (Nr. 1–3), Claude Debussy, Gabriel Fauré (A-dur), Leoš Janáček, Felix Mendelssohn Bartholdy (F-Dur), Franz Schubert (A-Dur), Sergei Sergejewitsch Prokofjew (Nr. 1, 2), Maurice Ravel (1927) und Alfred Schnittke (Nr. 1, 2)
- den beiden Humoresken von Sibelius (Op. 87 and 89)
- für den Wettbewerb in Auftrag gegebenen Musikstücken und
- einem virtuosen Musikstück der Komponisten Heinrich Wilhelm Ernst, Jenő Hubay, Niccolò Paganini, Maurice Ravel, Camille Saint-Saëns, Pablo de Sarasate, Pjotr Iljitsch Tschaikowski, Franz Waxman, Henryk Wieniawski und Eugène Ysaÿe

wählen.
In der Finalrunde spielen die Finalisten zwei Konzerte mit einem kompletten Symphonieorchester. Eines der Konzerte ist immer das Violinkonzert in d-Moll op. 47 von Jean Sibelius.
Beim 11. Wettbewerb 2015 konnten die Finalisten als zweites Violinkonzert zwischen Werken folgender Komponisten wählen: Béla Bartók (Violinkonzert Nr. 2), Ludwig van Beethoven, Alban Berg, Johannes Brahms, Felix Mendelssohn Bartholdy (Op. 64), Carl Nielsen, Niccolò Paganini (Nr. 1), Sergei Sergejewitsch Prokofjew (Nr. 1, 2), Dmitri Dmitrijewitsch Schostakowitsch (Nr. 1) oder Pjotr Iljitsch Tschaikowski. Die Finalisten spielten die Violinkonzerte gemeinsam mit dem Helsinki Philharmonic Orchestra unter Leitung von John Storgårds oder dem Radio Symphony Orchestra unter Leitung von Hannu Lintu.

### Preise
Der Gewinner des Wettbewerbes erhält ein Preisgeld in Höhe von 30.000 Euro, der Zweitplatzierte von 20.000 Euro, der Drittplatzierte in Höhe von 15.000 Euro. Alle anderen Finalisten erhalten je 3.000 Euro als Preisgeld. Zusätzlich erhalten die Gewinner die Möglichkeit von Konzertengagements.
Zusätzliche spezielle Preise werden vergeben für die beste Interpretation des Violinkonzertes von Sibelius (3.000 Euro), die beste Interpretation des für den Wettbewerb in Auftrag gegebenen Musikstückes (2.000 Euro), das Erreichen des Halbfinales (1.000 Euro) und erfolgreiche finnische Teilnehmer.

### Jury
Bei den Mitgliedern der Jury handelt es sich um international bekannte Geiger und Geigenlehrer. Den Vorsitz der Jury hatten immer finnische Jurymitglieder, bisher Tauno Hannikainen, Joonas Kokkonen, Tuomas Haapanen, Aulis Sallinen, Mikko Heiniö, Jukka-Pekka Saraste und Veli-Matti Puumala.
Die Jury des 11. Wettbewerbes bestand aus Veli-Matti Puumala (Vorsitz), Pierre Amoyal, Serguei Azizian, Sigrún Edvaldsdóttir, Pekka Kauppinen, Sung-Ju Lee, Cho-Liang Lin, Gerhard Schulz und Krzysztof Wegrzyn.

## Preisträger
1965
1. Oleg Kagan,  Sowjetunion
2. Joshua Epstein,  Israel
3. Valery Gradow,  Sowjetunion

1970
1. (ex aequo) Liana Isakadze,  Sowjetunion und Pavel Kogan,  Sowjetunion
2. Otto Armin,  Kanada

1975
1. Yuval Yaron,  Israel
2. Ilya Grubert,  Sowjetunion
3. Eugen Sârbu,  Rumänien

1980
1. Viktoria Mullova,  Sowjetunion
2. Sergei Stadler,  Sowjetunion
3. Andres Cardenes,  Vereinigte Staaten

1985
1. (ex aequo) Ilya Kaler,  Sowjetunion & Leonidas Kavakos,  Griechenland
2. Vilmos Szabadi,  Ungarn

1990
1. Cristina Anghelescu,  Rumänien
2. (ex aequo) Sigrún Edvaldsdóttir,  Island und Akiko Tanaka,  Japan

1995
1. Pekka Kuusisto,  Finnland
2. Elisabeth Batiashvili,  Georgien
3. (ex aequo) Madoka Sato,  Japan und Nikolaj Znaider,  Dänemark

2000
1. Sergei Khachatryan,  Armenien
2. Natsumi Tamai,  Japan
3. (ex aequo) Zhi-Jiong Wang,  Volksrepublik China und Sayako Kusaka,  Japan

2005
1. Alina Pogostkina,  Deutschland
2. Jiafeng Chen,  Volksrepublik China
3. (ex aequo) Hyun-Su Shin,  Südkorea und Wei Wen,  Volksrepublik China

2010
1. Nikita Borisoglebsky,  Russland
2. Petteri Iivonen,  Finnland
3. Esther Yoo,  Vereinigte Staaten

2015
1. Christel Lee,  Vereinigte Staaten[9]
2. Emmanuel Tjeknavorian,  Österreich
3. Friederike Starkloff,  Deutschland

2022
1. Inmo Yang,  Südkorea[8]
2. Nathan Meltzer,  Vereinigte Staaten
3. Dmytro Udovychenko,  Ukraine